# Підкаменка
Підка́менка (рос. Подкаменка) — селище у складі Грязовецького району Вологодської області, Росія. Входить до складу Вохтозького міського поселення.

## Населення
Населення — 33 особи (2010; 41 у 2002).
Національний склад (станом на 2002 рік):
- росіяни — 100 %